# Franz Nekula
Franz Nekula (* 16. November 1924 in Wien; † 26. April 2011 ebenda) war ein österreichischer Politiker (SPÖ). Nekula war von 1969 bis 1983 Stadtrat in Wien.

## Ausbildung und Beruf
Nekula wurde als Sohn eines Straßenbahnschaffners geboren und erlernte den Beruf des kaufmännischen Angestellten. Er wurde 1942 zur Wehrmacht eingezogen und trat nach dem Zweiten Weltkrieg in den Dienst der Stadt Wien ein. Er arbeitete am Anfang für das Fürsorgeamt in Wien-Meidling und war zuletzt als Sekretär des Amtsführenden Stadtrates für Allgemeine Verwaltungsangelegenheiten tätig.

## Politik
Durch sein Engagement in der Gewerkschaft wurde Nekula 1964 auf ein Mandat des Wahlkreises Meidling in den Gemeinderat gewählt und am 25. Oktober 1964 angelobt. Zudem war er seit 1959 Mitglied der Bezirksvertretung Meidling gewesen und wurde 1965 zum Parteiobmann der SPÖ Meidling gewählt. Er gehörte dem Landtag und Gemeinderat bis zum 8. Oktober 1978 an und war erneut zwischen dem 24. April 1983 und dem 20. September 1984 Vertreter Meidlings im Landtag und Gemeinderat.
1969 holte Bürgermeister Bruno Marek Nekula in die Wiener Stadt- und Landesregierung. Nekula wurde am 6. Juni 1969 als Stadtrat für Städtische Unternehmungen angelobt. Nekula hatte dieses Amt in den Landesregierungen Marek II, Slavik sowie Gratz I und Gratz II. Nach der Regierungsumbildung der Landesregierung Gratz II wechselte Nekula am 28. September 1976 als Stadtrat in das Ressort Verkehr und Energie, durch die Regierumsumbildung während der Gratz III übernahm Nekula am 14. Februar 1979 das Ressort Personal- und Rechtsangelegenheiten. In die Amtsperiode Nekulas fielen unter anderem die Umstellung von Stadt- auf Erdgas, der Start des Baus der Wiener U-Bahn und die Modernisierung des Straßenbahnfuhrparks. Zuletzt organisierte Nekula die Durchführung der Wiener Besoldungsreform. Er schied mit dem 27. Mai 1983 aus seinem Amt als Stadtrat aus.
Nekula wurde am Südwestfriedhof in einem ehrenhalber gewidmeten Grab (Gruppe 4, Nummer 61) in Wien bestattet.
2016 wurde im 21. Wiener Gemeindebezirk Floridsdorf die Nekula-Gasse nach ihm benannt.

## Auszeichnungen
- Bürger ehrenhalber der Stadt Wien